# 27267 Wiberg
27267 Wiberg (1999 YH7) là một tiểu hành tinh vành đai chính được phát hiện ngày 28 tháng 12 năm 1999 bởi J. V. McClusky ở Fair Oaks Ranch.